# Bakos István (művelődéskutató)
Bakos István (Bánfa, 1943. november 14. –) magyar művelődéskutató, ellenzéki aktivista, az 1990-es években a Magyarok Világszövetségenek főtitkára.

## Életútja
Újpetrén végezte az általános iskolát, Szentlőrincen a mezőgazdasági technikumot; mindkettőt jeles eredménnyel. Pályáját a Peterdi Új Élet Mg.TSz-ben agronómusként kezdte, majd – közel egyévi katonai szolgálat után –, az Eötvös Loránd Tudományegyetemen folytatta tanulmányait. 1964 őszétől a fővárosban élt, ahol 1970-ig Eötvös-kollégista volt. Az ELTE Bölcsészkarán, magyar–népművelés szakon tanult; 1969-ben jeles diplomával végzett. Az Eötvös József Collegium, majd a Bölcsészkar ténylegesen megválasztott diákvezetője volt.
1971 óta nős. Felesége filmes szakember, ma az Uránia Nemzeti Filmszínház igazgatója.
Két felnőtt, diplomás, családos fia, s jelenleg három unokája van.
Pályája során tudományos kutatóként, kutatásszervezőként és köztisztviselőként dolgozott:
- a Magyar Tudományos Akadémia Tudományszervezési Intézetében (1970–73);
- a Termelőszövetkezetek Országos Tanácsában (TOT, 1973–1975);
- a kormány Tudománypolitikai Bizottságában (TPB, 1975–1978);
- az MM Tudományszervezési Intézetében, majd a Műv. Minisztériumban, (1979–1994)
- 1994 őszétől 1999-ig a Magyarok Világszövetsége (MVSZ) választott főtitkára,
- 1999–2004 között a Nemzeti Tankönyvkiadóban főosztályvezető; a határon túli magyar oktatás és tankönyvellátás menedzsere a kiadó privatizálásáig, illetve nyugdíjazásáig.

Azóta szellemi szabadfoglalkozású művelődéskutatóként, zömmel társadalmi munkában folytatja művelődéskutatói, szakértői, közösségszervezői és közírói tevékenységét.

## Közéleti tevékenysége
1980-tól egyik kezdeményezője és szervezője a nemzeti ellenállást és szolidaritást szolgáló Bethlen Gábor Alapítványnak. Közreműködött az 1987-es Lakiteleki találkozó, valamint az MDF szakmai fórumainak szervezésében, s az induló Hitel szerkesztésében is. Az Magyarok Világszövetsége főtitkáraként szervező-koordinátora volt az 1996-os – világszerte zajlott – millecentenáriumi év programjainak, a Magyarok IV. Világtalálkozó-jának. Alapító- kiadója a Magyar Felsőoktatás (1991), a Magyar Figyelő (1995) c. havi lapoknak. Közreműködött a meghiúsított budapesti EXPO előkészítésében, a Vereckei Honfoglalási Emlékmű, a budavári Teleki Pál szobor ill. Bethlen Gábor egész alakos kolozsvári szobrának fölállításában. Alapító tagja az Eötvös József Collegium Baráti Körének, tagja a Nemzeti Fórumnak, a Százak Tanácsának, kurátora a Lakiteleki Népfőiskola Alapítványnak. A Partium Egyetem Alapítvány egyik kurátora, s elnöke volt, csakúgy mint – az 1995 óta működő – Magyar Örökség díj Bizottságnak is alapító tagja.

## Művei
Eddig tizenegy könyve és mintegy félezer publikációja jelent meg.

### Könyvei
- Éhe kenyérnek Bp. 1976. 125. p. Magvető
- A Művelődési Minisztérium háttérintézményei Bp. 1984. 64. p. MTA. Á.J. I.
- Közszolgálatban (egy „túlélő” köztisztviselő válogatott írásai) Bp. 1994.571. p. Püski
- Alföldy Jenő – Bakos István – Hámori Péter – Kiss Gy. Csaba: „Haza, a magasban”
- Magyar nemzetismeret I-II. Lakitelek, 2002. 400 p. Antológia Kiadó (társszerző)
- Szobor vagyok, de fáj minden tagom, társszerző, Occid. Press Bp. 2004. 156 p.
- Alapítvány a nemzet javára. A Bethlen Gábor Alapítvány negyedszázada (1980–2005) Püski–Bethlen Alapítvány. Bp. 2005. 320 p. szerkesztő és társszerző
- A magyar szolidaritás balatonboglári példái 1939–2009 szerk. tsz. Balatonboglár, 2009. 80. p.
- A nemzetépítő Teleki Pál élete és utóélete, Bp. Kairosz 2012. 127. p.
- Kiss Ferenc emlékkönyv, társszerkesztő, szerző; Bp. Kairosz 2013. 461 p.
- Őrtállók az ezredfordulón, Szent György könyvek, Balaton Akadémia 2014. 78 p.
- Nemzetépítő kísérlet. A Magyarok Világszövetsége kronológiája, 1989–2000; Antológia, Lakitelek, 2016 (Retörki könyvek)
- A kolozsvári Bethlen Gábor szoborállítás emlékezete, társszerző, BGA–Hitel Könyvműhely 2016. 214. p.

### Kiadatlan, a „cenzúra” által bevont (1973) kéziratos könyve
Vekerdi László – Bakos István: „KUTATÓMUNKÁSOK” 730 p. Szépirod. Bp. 1972 (Mo. felfedezése)

### Közreműködésével készült kiadványok, könyvek (válogatás)
1. nemzetismeret.hu honlap: melynek alkotó szerkesztője, társszerzője (2004. márc.15.)
2. Vetéstől vetésig c. kv Termelési kultúra – alkotó közösség (Bp. 1981, MÉM, 218. p.)
3. Az Oktatási–kulturális bizottság VI. fejezet 48–60. p. (Bp. 1980, TOT, 146.p)
4. Humán reform "Szabadon szolgál a szellem" 67-71. p. ( Bp. 1989. K.I.V. 80 p.)
5. Nemzeti megújhodás programja, Oktatás és kutatás fej 97–117. p. (Bp. 1990. 222 p.)
6. Társadalom és felsőoktatás, Kapaszkodás Európába 51–90. p (Bp. 1991.FKI 90 p.)
7. Concept for higher education development in Hungary (Bp.1991.FKI. 81 p.)
8. Magyar krónika, Hungarian chronicle, Bp. 1996. 100 p. MVSZ (f. szerk. kiadó)
9. Hungary, Ungarn c. több kiadásban, angol, német és vietnámi nyelven is megjelent MTI kiadv. egyik társszerzője (magyar oktatásról szóló fejezet) Bp. 1996–2005. MTI
10. Magyarok Világszövetsége a nemzet szolgálatában Bp. 1996. MVSz. 30 p.
11. A világ magyarsága c. könyvsorozat bevezető, fel. szerk. és kiadó Bp. 1998. MVSZ
12. Kisebbség – többség c. kv-ben Tkönyvkiad. a szomsz....84-94 p. Bp..2005. ÚMK-MTA
13. A világ magyarságáról 69–87. p. in. KALÁKA Klub Évkönyve 2008. Wien 168 p.
14. Kaláka Klub Évkönyv 2013. 77–85. p. "MINT OLDOTT KÉVE..." WIEN 2013. 198 P.
15. ITT-OTT Kalendárium 1956–2006. 206–212. p Magyar Diaszpóra Tanács.. MBK
16. A magyar diaszpóra hungarikumairól 296–301 p. Betyárvilág Antológia Bp. 2009.
17. Hazai Műhely: Nemzet és iskola, eszmecsere 95–98. p Antológia Lakitelek 2000. 117 p.
18. Hazai Műhely: NEMZET ÉS KULTÚRA eszmecs. 57-60. p Antológia Lakitelek 2000. 88 p.
19. Emberit, s magyart: Mit tehetünk hazánkért? 24–34. p. Százak Tanácsa 2011. 268 p.
20. Itt élned, élned kell: Az Írószövetség védelmében, 69–74. p. Fekete Gy. emlékkv. 2011
21. XII. "Kufstein" t. 16–37. p. A nyugati magyar örökség...Sodalitas Wien 2014.175.
22. Lustrum Ménesi út 11–13. EöColl. 401–410., 889–899., 1095. p., Bp. Typo.- EC 2011. 1222 p.
23. Szigetek–Szórványok a Kárpát-medencében és Észak–Amerikában, 251–262. p. Korunk 2016. 327 p.
24. Szíves kalauz a királyfiakarcsai Magyarok Nagyasszonya szoborhoz. BGA–Antológia 2017.88 p.

Tanulmányai és publikációi az Acta Iuvenum, Népművelés, Tiszatáj, Valóság, Forrás, Alföld, Kortárs, Magyar Tudomány, Kritika, Hitel, Magyar Felsőoktatás, Emberhalász, Honismeret, ITT-OTT, Magyar Figyelő, Művelődés, Bécsi Napló, Korunk, Ausztráliai Magyar Élet, Új Horizont, TURÁN, Magyar Napló, SZÍN- Közösségi művelődés, Aracs, Napút... folyóiratokban, lapokban jelentek meg.

## Elismerései, kitüntetései
Alapítványok, egyesületek, közintézmények társadalmi munkásaként számos civil kitüntetést kapott. Közéjük tartoznak:
1. Eötvös Collegiumért emlékérem (1977)
2. Kiváló Munkáért kitüntető jelvény (MM 1986)
3. II. János Pál pápa emlékérem (1991)
4. Magyar Nemzetért Érdemérem (MVSZ, 1996)
5. Ópusztaszeri Országos Emlékbizottság 1970-1997. Díszoklevél és érme (1997)
6. Szent István Jubileumi emlékérem (KMCsSz 2000)
7. Németh László-emlékérem (2006)
8. Rendületlenül Diploma (2007)
9. Balassi Bálint-emlékérem (2008)
10. Balaton Akadémiáért emlékérem
11. a Lakiteleki Népfőiskolán felállított Bakos István emlékpad (2012)
12. A Magyar Érdemrend tisztikeresztje (2012)